# Mortensdag
Mortensdag, d. 11. november, er dagen for Martin af Tours begravelse i Tours år 397. På dansk og svensk kaldes han Sankt Morten eller Morten Bisp. Om ham fortælles mange legender. Mortensaften, aftenen den 10. november, fejres med lanterneoptog og i Flandern og i dele af Nederlandene og i dele af Tyskland med en rytter klædt som Morten. I Danmark, Skåne og dele af Tyskland spises gåsesteg – mortensgås, der i dag ofte er erstattet af en mortensand. I Skåne er det tradition at at spise skånsk æblekage efter gåsen.

## Legende
Sankt Morten blev biskop i Tours den 4. juli 371. Den kendte legende siger, at den fromme Morten af ydmyghed ikke ville udnævnes til biskop. Han gemte sig i en gåsesti for at undgå udnævnelsen. Gæssenes skræppen forrådte ham, og det siges, at Morten som biskop bestemte, at gæssene skulle straffes for at have forrådt ham ved at slagte og spise dem. Den ældst kendte danske kilde er fra 1616, men der findes lignende tyske kilder fra 1500-tallet, og også i Danmark er der blevet spist mortensgås før 1616.

## Mortensgås på mortensaften
At spise mortensgås var i 1700-tallet en kendt skik i Danmark. Det ved man fra et spisereglement fra et lollandsk hospital, der dikterer gåsesteg hver mortensaften. I dag er gåsen ofte erstattet af and – formentlig fordi andens størrelse passer bedre til danske husstande: op til mortensaften sælges 600.000 ænder mod et par tusinde gæs. Ved siden af juleaften (hvor omkring 50% af alle ænder sælges) er mortensaften en af de fasteste traditioner i det danske køkken. Ud fra disse tal holder altså omtrent en fjerdedel af de danske husstande traditionen i hævd. De 600.000 ænder svarer til en tredjedel af alle ænder, der sælges i Danmark på et år.